# Dark Plagueis (roman)
Dark Plagueis (titre original : Darth Plagueis) est un roman de James Luceno situé dans l'univers étendu de Star Wars. Publié aux États-Unis par Del Rey Books en 2012, puis traduit en français et publié par les éditions Pocket la même année,, il se concentre sur l'histoire de Dark Plagueis et de son élève Palpatine entre 67 et 32 avant la Bataille de Yavin (BY) soit l'année de La Menace fantôme.
À la suite du rachat de la société Lucasfilm par The Walt Disney Company, tous les éléments racontés dans les produits dérivés datant d'avant le 26 avril 2014 ont été déclarés comme étant en dehors du canon et ont été regroupés sous l’appellation « Star Wars Légendes ». C'est le cas de Dark Plagueis.

## Résumé
Le roman présente Dark Plagueis, l'un des Seigneurs Sith les plus brillants qui aient jamais existé, évoqué par Palpatine dans La Revanche des Sith, et planificateur de la chute de la République. 
Dirigeant de la toute-puissante firme financière galactique Damask Holdings, et comptant parmi les responsables du Clan Bancaire Intergalactique, Dark Plagueis, de son vrai nom Hego Damask, met en place le Grand plan Sith, multipliant les intrigues politico-financières destinées à susciter conflits et désordres. Sa rencontre fortuite avec Palpatine l'amène à reconsidérer la règle des deux instaurée par Dark Bane près de 1000 ans plus tôt . Il en fait néanmoins son apprenti, puis son partenaire. Ensemble, ils complotent pour amener Palpatine au sommet de la galaxie et mettre en place les conditions idéales pour le déclenchement du grand conflit intergalactique séparatiste. 
Simultanément, Plagueis, premier adepte de la Force à comprendre le mécanisme des midi-chloriens et à pouvoir agir sur eux, tente de devenir immortel. Ne parvenant pas à cette fin, il parvient néanmoins à retarder le vieillissement cellulaire, à guérir des blessures et à ramener un mort à la vie via la création cellulaire par les midi-chloriens. Mais la Force se trouve bouleversée par les expériences inédites de Plagueis, et crée en réaction l'Élu, Anakin Skywalker.
Le roman s'achève en 32 avant la bataille de Yavin, juste après, dans l'univers de Star Wars, la conclusion des événements de l'épisode I - La Menace fantôme, lorsque Palpatine, peu désireux de partager son nouveau pouvoir politique avec son Maître, finit par le tuer par surprise. Il est d'ailleurs à noter que les dernières intrigues du livre se conjuguent avec le déroulement de La Menace fantôme et complètent donc le film en offrant un autre point de vue sur les évènements, celui des Siths.

## Personnages
- Hego Damask / Dark Plagueis : apprenti de Dark Tenebrous puis, à la mort de celui-ci, Seigneur Noir des Sith. C’est un Muun haut placé dans le Clan Bancaire.
- Palpatine / Dark Sidious : jeune aristocrate de la planète Naboo, qui, après sa rencontre avec Plagueis, deviendra son apprenti.
- Dark Maul : jeune Zabrak de la planète Dathomir, confié à sa naissance à Palpatine qui, avec l'accord de Plagueis, en fait son apprenti.
- Rugess Nome / Dark Tenebrous : maître Sith de Dark Plagueis. Il est tué par son apprenti en 67 avant la bataille de Yavin.
- Dark Venamis : autre apprenti de Dark Tenebrous formé à l'insu de Plagueis. Plagueis le vainc très facilement puis le plonge dans un coma artificiel pour en faire son cobaye favori pour ses recherches sur les midi-chloriens.
- Naat Lare : dangereux criminel sensible au Côté obscur de la Force, dont Dark Venamis voulait faire son apprenti. Manipulé par Plagueis, puis tué par le maître Jedi Ni-Cada.
- Ni-Cada : maître Jedi que Plagueis rencontre sur la planète Abraxin. Comme d'autres Jedi après lui, il ne perçoit absolument pas la menace représentée par Plagueis. Chargé de retrouver le criminel Naat Lare, il y parvient à faire avec succès, sans se douter que Plagueis a, dans l'ombre, fait tout le travail pour s'assurer que Naat Lare meurt, mais pas de ses propres mains pour éviter les complications.
- Lo Bukk : jeune Padawan du maître Jedi Ni-Cada.
- Larsh Hill : bras droit de Hego Damask à Damask Holdings. Il est le père de San Hill, qui deviendra plus tard le dirigeant du Clan bancaire intergalactique.
- Président Tonith : président du Clan bancaire intergalactique, il ne semble pas apprécier Damask, le considérant comme un rival.
- 1-1-4D : curieux droïde scientifique et médical de Dark Plagueis. Il présente la particularité de se soumettre immédiatement à qui tue son maître. Il se soumet à Plagueis lors du meurtre de son précédent propriétaire, Ellin Lah, la commandante du Woebegone. De la même manière, il appelle Palpatine « maître » au moment où celui-ci a tué Plagueis. Propriété de Plagueis, il assiste son maître au cours de ses expériences sur les midi-chloriens.
- Ellin Lah : capitaine du vaisseau Woebegone, sur lequel Dark Plagueis a embarqué clandestinement, au début du roman, pour fuir la planète Bal'demnic. Bien que commandante attitrée du vaisseau, elle dirige de manière démocratique et consensuelle, consultant son équipage pour tout. Elle est tuée par Dark Plagueis.
- Maa Kaap, Balosar, Dresselien, PePe Rossh, Doo Zuto, Semassalli, Blir' et Wandau : équipage du Woebegone, ils sont tous tués par Plagueis
- Ko Sai, Ni Timor, et Lac Nor : scientifiques kaminoans que Dark Plagueis a contacté en raison de leurs travaux sur les midi-chloriens, et surtout dans le cadre de son plan consistant à faire créer une armée de clones devant plus tard servir à la guerre intergalactique qu'il cherche à déclencher.
- Pax Teem : sénateur de la planète Malastare. Ennemi politique principal de Hego Damask.
- Thoris Darus : chancelier suprême de la Galaxie entre -62 et -52. Humain natif de la planète Corulag. Ses mandats ont été marqués par une importance hausse de la corruption et de la luxure au sein de l'élite politique galactique. Coureur de jupons invétéré, il transforme pratiquement la planète-capitale Coruscant en antre festif sans pareil. À la grande joie de Dark Plagueis puisque ces attitudes contribuent à affaiblir la République et sa crédibilité. Le comte Dooku, notamment, est particulièrement écœuré par le chancelier Darus.
- Finis Valorum : Chancelier suprême de la Galaxie au moment de la troisième et dernière partie du roman. Il a été mis en place grâce aux manigances de Damask et de Palpatine, dans l'objectif de préparer le terrain pour celui-ci.
- Mas Amedda : vice-chancelier sous Finis Valorum. Travaille en réalité et en secret pour le compte de Palpatine.
- Nute Gunray : vice-Roi de la Fédération du Commerce que Dark Sidious (en tant que tel, et non comme Palpatine) parvient à impressionner et à placer sous sa coupe. Il est dévoré par l'avidité et l'ambition.
- Cosinga Palpatine : politicien influent de Naboo. Père de Palpatine avec lequel les relations sont plus que tendues (et même haineuses). Comme le reste de sa famille, il est finalement tué par son fils.
- Tapalo : politicien de Naboo. Il devient roi de la planète avec l'aide de son conseiller Veruna, puis de Hego Damask. En échange, il permet à la Fédération du commerce de contrôler les réserves de plasma de Naboo.
- Veruna : politicien de Naboo. Conseiller du roi Tapalo. Il devient ensuite lui-même roi de la planète grâce aux manigances de Dark Plagueis. Il finit par se retourner contre lui et contre Palpatine, ce qui lui vaudra d'être écarté du pouvoir puis tué par Plagueis qui se révèle à lui comme Seigneur Sith avant de l'assassiner.
- Kun Lago : premier conseiller du Roi Veruna. N'apprécie pas le sénateur Palpatine.
- Magneta : chef de la sécurité de Veruna. N'apprécie pas le sénateur Palpatine.
- Ric Olié : capitaine du Bravo un, le vaisseau du Roi de Naboo.
- Padmé Naberrie : jeune fille de la Maison Naberrie, elle devient en - 32 reine à 14 ans à peine, après le départ de Veruna.
- Kinman Doriana : politicien de Naboo qui deviendra très proche de Palpatine (et le restera jusqu'à la mort de ce dernier. Peut-être le seul véritable ami, avec Sate Pestage, du maléfique Dark Sidious).
- Sate Pestage : tueur à gages employé par Plagueis et Sidious. Il tue Vidar Kim sur leur ordre. Il est le premier à apprendre la véritable nature de Hego Damask et de Palpatine lorsqu'il constate que des tueurs envoyés pour assassiner Damask sont broyés par la Force. Plus tard, il sera le Grand Vizir, donc le numéro 2, de l'Empire, Palpatine lui abandonnant alors la gestion des affaires courantes. Pendant des décennies le principal homme de confiance de Palpatine.
- Vidar Kim : sénateur de Naboo, mentor politique et ami de Palpatine pendant une quinzaine d'années. Celui-ci le fait pourtant tuer par Sate Pestage, sur ordre de Dark Plagueis, afin de le remplacer au poste de sénateur.
- Ronhar Kim : fils du sénateur Kim et Chevalier Jedi. Devient l'ami de Palpatine.
- Alexi Garyn : chef de file du mouvement criminel et secret Le Soleil Noir. Il s'allie à Veruna pour tenter d'assassiner Plagueis. Il est en retour tué, lui et tous les autres chefs de son organisation, par Dark Maul, sur ordre de Plagueis.
- Jabba le Hutt : gangster Hutt, chef du clan Desilijic. Demande l'aide de Hego Damask dans le cadre de son conflit, sur Tatooine, avec Gardulla la Hutt et l'obtient. Avertit en retour Damask d'une tentative d'assassinat fomentée par Veruna et Alexi Garyn à son encontre.
- Gardulla la Hutt : gangster Hutt rivale de Jabba. Demande l'aide de Hego Damask dans le cadre de son conflit, sur Tatooine, avec Jabba et l'obtient aussi.
- Boss Cabra : gangster Dug en cheville avec Plagueis.
- Comte Dooku : Maître Jedi influent écœuré par la corruption de plus en plus endémique de la République galactique. Plagueis pense qu'il peut basculer du Côté Obscur de la Force et demande à Palpatine de le travailler. Il devient très proche du sénateur de Naboo et lui apprend même en exclusivité la découverte par Maître Jinn d'un enfant extraordinaire nommé Anakin Skywalker. Dooku quitte l'Ordre Jedi à la fin du roman. Dans les épisodes cinématographiques II et III, dont les événements se déroulent respectivement 10 et 13 ans après la fin du roman, il est devenu le Seigneur Sith Dark Tyranus, apprenti de Dark Sidious, et chef de file du mouvement séparatiste.
- Sifo-Dyas : Maître Jedi, ami du Comte Dooku, et comme lui indigné par l'évolution malsaine de la République. Manipulé par Dark Plagueis, il commandera à la planète Kamino une armée de clones au service de la République. Celle-ci sera découverte dix ans plus tard, dans l'épisode II L'Attaque des clones, et permettra à la République de disposer d'une armée miraculeuse contre les forces séparatistes. Conformément, en réalité, au plan établi de longue date par Plagueis.
- Jocasta Nu : membre du Conseil Jedi. Elle dirige une délégation chargée d'arbitrer un conflit commercial entre les planètes Celanon et Serreno et fait à cette occasion la rencontre de Hego Damask. À l'instar des Jedi qui l'accompagnent, Dooku, Qui-Gon Jinn et Sifo-Dyas, elle ne perçoit pas le Côté Obscur chez Plagueis, très habile dans la Dissimulation de Force.
- Qui-Gon Jinn : Chevalier puis Maître Jedi, ancien Padawan du comte Dooku. Il rencontre Hego Damask à l'occasion d'un arbitrage commercial mais ne perçoit pas le Côté Obscur chez lui. Il manifeste néanmoins, à l'inverse de Dooku et de Sifo-Dyas, une certaine antipathie à son égard, relevant que son nom « est souvent cité » dès qu'il y a un conflit majeur quelque part dans la Galaxie. Plus tard, en - 32, il découvre Anakin Skywalker et l'identifie comme étant l'Élu. Il est tué par Dark Maul sur ordre de Plagueis.
- Obi-Wan Kenobi : jeune Padawan de Qui-Gon Jinn.
- Anakin Skywalker : enfant de Tatooine découvert par Qui-Gon Jinn et présentant le plus haut taux de midi-chloriens jamais découvert chez un être vivant. A été conçu par la Force, indirectement à cause des manipulations sur les midi-chloriens de Plagueis. Apprenant par Palpatine son existence, Plagueis oublie toute prudence et tente en vain de le rencontrer avant son départ pour Naboo.